# Сінгалевич Володимир
Володи́мир Теодо́р Якович Сінгале́вич (13 січня 1875, Москалівка (Косів), Івано-Франківська область — 7 листопада 1945, Брегенц, (Австрія) — український громадсько-політичний діяч у Галичині, правник.

## Біографія
Народився у Москалівці Косівського повіту в сім'ї Якова Сінгалевича, греко-католицького священика, та Юлії Валерії з роду Сіменович. Походив з німецького роду Шиллінгів.
У 1893 закінчив правничий ф-тет Львівського ун-ту. Працював у судових установах Кам'янки Струмилової, Перемишлян та Глинян.
Діяч Української національно-демократичної партії У 1911—1918 — посол до австрійської Державної ради у Відні, у 1913—1914 — посол до Галицького сойму. З вересня 1914 — заступник голови Бойової управи Українських Січових Стрільців у Відні.
Брав участь у підготовці Листопадового чину 1918 у Львові. Організатор встановлення української влади у Стрийському та сусідніх повітах. Член УНРади ЗУНР 1918–1919. В її станіславських сесіях участі не брав — перебував у Відні, де працював у австрійській Ліквідаційній комісії. З квітня 1919 обіймав посаду дипломатичного представника ЗО УНР у Відні.
1 серпня 1920 року призначений уповноваженим Диктатора ЗУНР Є. Петрушевича у справах фінансів, торгівлі та промислу, в 1922 — уповноваженим для внутрішніх справ. У 1930—1939 — директор Земельного банку у Львові. У січні 1931 став членом-засновником Українського католицького союзу.
Восени 1939 емігрував до Австрії. Помер у м. Бреґенц (земля Форарльберґ, Австрія).